# CYP2W1
CYP2W1‏ (Cytochrome P450 family 2 subfamily W member 1) هوَ بروتين يُشَفر بواسطة جين CYP2W1 في الإنسان.